# NGC 6142
NGC 6142 este o galaxie situată în constelația Coroana Boreală. A fost descoperită în 30 mai 1791 de către William Herschel. Se află la o distanță de 144,98 de megaparseci de Pământ.